# Batalla de Guadalete (745)
|  | Per a altres significats, vegeu «Batalla de Guadalete». |

La batalla de Guadalete fou un enfrontament bèl·lic entre el Valiat d'Al-Àndalus i els rebels qaysites que tengué lloc l'any 745 a la riba del riu Guadalete, en el context de la revolta iemenita d'Al-Àndalus.
La política d'Abu-l-Khattar al-Hussam ibn Dirar al-Kalbí, favorable als àrabs d'origen iemenita, va acabar per provocar la sublevació dels qaysís i alguns iemenites. Sota el comandament d'As-Sumayl, del jund (exèrcit) de Qinnasrín, i de Thawaba ibn Salama, del clan iemenita dels judhamites, el van vèncer l'abril del 745 a la riba del Guadalete. Després de la Victòria, Thawaba ibn Salama fou proclamat nou valí.